# Pressió de grup
La pressió de grup és la influència directa que reben algunes persones per part dels seus companys, o l'efecte sobre un individu que vol i ha sigut animat a seguir els seus companys canviant les seues actituds, valors o comportaments per a ajustar-se als del grup o la persona que influeix. Per a l'individu, això pot causar un efecte positiu o negatiu, o tots dos. Els grups socials afectats inclouen grups en què les persones són membres formals (com per exemple partits polítics, sindicats, escoles) i d'altres en què formar-ne part o no, no està clarament delimitat. No obstant això, una persona no necessita ser membre o buscar ser-ne membre per a veure's afectada per la pressió de grup.
Els investigadors han estudiat els efectes de la pressió de grup en els xiquets i els adolescents, i en el llenguatge col·loquial el terme “pressió de grup”, apareix principalment fent referència aquests grups d’edat. Pel que fa als infants, els temes comuns d’estudi es refereixen a les seues habilitats per a prendre decisions de manera independent; en canvi, en el cas dels adolescents, s’ha investigat considerablement la relació de la pressió de grup amb les relacions sexuals i l’abús de substàncies. No obstant això, la pressió de grup pot afectar persones de totes les ètnies, gèneres i edats. Aquesta s’ha expandit des de la comunicació cara a cara fins a la interacció digital. Les xarxes socials donen peu al fet que, tant adolescents com adults, exercisquen o patisquen pressió tots els dies. Les investigacions suggereixen que no sols individus, sinó que també organitzacions, com grans empreses, són susceptibles de patir-ne, per exemple d'altres empreses en el seu sector o dels seus superiors.